# ۸۸ دقیقه
۸۸ دقیقه (به انگلیسی: 88 Minutes) فیلمی در ژانر هیجان انگیز و اکشن، به کارگردانی جان اونت است. فیلمبرداری ۸۸ دقیقه در ونکوور در ۸ اکتبر ۲۰۰۵ آغاز شد و در دسامبر ۲۰۰۵ به پایان رسید و در سال ۲۰۰۷ میلادی در کشورهای مختلف اروپایی به نمایش درآمد.